# Focke-Wulf Fw 57
Focke-Wulf Fw 57 – prototyp niemieckiego samolotu myśliwsko-bombowego. Był to pierwszy, całkowicie metalowy samolot firmy Focke-Wulf oraz pierwszy z konstrukcją skorupową kadłuba. Zapas paliwa mieścił się w centropłacie.

## Historia konstrukcji

Silnik DB 600 eksponowany w MLP w Krakowie

Latem 1933 roku, a więc zaledwie kilka miesięcy po objęciu przez Hitlera stanowiska kanclerza Niemiec, Luftwaffe rozpoczęło planowanie drugiej fazy zbrojeń. Celem było wyposażenie lotnictwa niemieckiego w sprzęt, który górowałby osiągami nad każdym potencjalnym przeciwnikiem. Wśród pomysłów na nowe maszyny znalazła się koncepcja Kampfzerstörera, czyli niszczyciela bojowego. Opracował ją Wydział C (C-Amt) Wydziału Technicznego Luftfahrtkommissariat (Komisariatu Lotnictwa). Chodziło o klasę samolotów myśliwskich, które posiadałyby duży zasięg i silne uzbrojenie, co w pierwszym rzędzie umożliwiłoby tym samolotom wykonywanie misji "wymiatania pola walki". Oznaczało to, że takie maszyny miały lecieć przed formacją bombowców i swoją obecnością prowokować do walki myśliwce wroga, a następnie je niszczyć, co umożliwiłoby bombowcom bezpieczne wykonanie zadania. Kampfzerstörer miał również wykonywać inne zadania: służba jako myśliwiec eskortowy bombowców, samolotów rozpoznawczych oraz szturmowych, myśliwiec pościgowy i przechwytujący. Konieczne w takim przypadku było stworzenie samolotu praktycznie uniwersalnego. Sztab generalny Luftwaffe wyrażał jednak poważne wątpliwości co do możliwości zaprojektowania samolotu, który posiadając duży zasięg i silne uzbrojenie byłby w stanie podjąć równorzędną walkę z myśliwcami nad terytorium wroga. Wielki entuzjasta idei samolotu niszczycielskiego, Hermann Göring, pomimo tych obaw nakazał przyspieszyć prace nad rozwojem tej klasy samolotów bojowych. 
W założeniach miały to być maszyny dwusilnikowe, o jednopłatowej konstrukcji, obsługiwane przez trzyosobową załogę. Uzbrojenie miały stanowić stałe działka pokładowe. Warunki konkursu rozesłano do firm AGO, BFw, Dornier, Focke-Wulf, Heinkel, Henschel oraz Gothaer Waggonfabrik. Zastrzeżono, że jednostką napędową miał być silnik Daimler-Benz DB 600, a w przypadku braku możliwości zaopatrzenia w tę jednostkę - silnik Junkers Jumo 210. Do obrony własnej samolotu przewidziano zainstalowanie obrotowej wieżyczki strzeleckiej z działkiem pokładowym.
Pod koniec roku 1934 przedstawiono wstępne projekty samolotów. Technisches Amt do ewentualnej realizacji wybrał konstrukcje Henschla i Focke-Wulfa. Wstępnie odrzucony projekt Bayerische Flugzeugwerke został ponownie przyjęty wskutek interwencji Ernsta Udeta. Zawarto zatem z każdą z trzech firm kontrakt na budowę trzech prototypów od każdej z nich. Projekty samolotów niszczycielskich otrzymały oznaczenie Hs-124, Fw-57, oraz Bf-110. Focke-Wulf Fw-57 był największy z nich, jego rozpiętość wynosiła 25,00 m.
Pierwszy z prototypów Fw 57 V1 ukończono późną wiosną 1936 roku. Nie posiadał on jeszcze uzbrojenia. Próby wykazały jednak, że wstępne obliczenia, dotyczące ciężaru maszyny, były błędne. Przykładowo masa płatu została przekroczona ponad pięciokrotnie. Masa całego samolotu bez uzbrojenia i wieżyczki strzeleckiej była o ponad 63% większa, niż prototyp Hs 124. Podobnie było w przypadku osiągów. Prototyp V1 uległ zniszczeniu w czasie przymusowego lądowania latem 1936 roku. Kolejne prototypy V2 i V3 ukończono pomyślnie i brały udział w dalszych próbach aż do jesieni 1936 roku, gdy zdecydowano o przerwaniu dalszych prac nad Fw 57.